# Allison Pineau
Allison Pineau (2 de maig de 1989, Chartres, França) és una jugadora de handbol que juga en la posició de central en el club francès del Metz Handball. Va ser triada com IHF Jugadora de l'Any l'any 2009.

## Equips
- Issy els Moulineaux (2006-2009)
- Metz Handball (2009-2012)
- CS Oltchim Rimnicu Valcea (2012-2013)
- ŽRK Vardar (2013-2014)
- RK Krim (2014-2015)
- HBC Nímes (2015)
- HC Minaur (2015-2016)
- Brest Bretagne Handball (2016-)

## Palmarès

### Metz
- Lliga de França (2011)
- Copa de França (2010)
- Copa de la Lliga de França (2010 i 2011)

### Internacional

#### Campionat del Món
- Medalla de plata en el Campionat del Món de 2009
- Medalla de plata en el Campionat del Món de 2011

### Consideracions personals
- IHF Jugadora de l'Any (2009)
- Millor central del mundial (2009)